# MY LIFE (松山千春のアルバム)
『私からの手紙 -MY LIFE』（わたしからのてがみ マイ・ライフ）は、1982年2月25日にリリースされた松山千春唯一のインストゥルメンタル・アルバム。

## 解説
10万枚限定でリリースされた松山自身の選曲によるインストゥルメンタル・アルバムで、予約受付期間内に10万枚に達したため店頭にほぼ並ばなかった。レコードは、クリスタル仕様となっている。
全編インストゥルメンタルで歌唱は一切無いが、「風 Winds」「私を見つめて Tears」「愛 Love」「MY LIFE」「落日 Sunset」の5曲の導入部分に千春のナレーションが入っている。
現在のところ、未CD化。

## 収録曲
| 全作詞・作曲: 松山千春、全編曲: David B. Roberts。 |                        |          |            |      |
| #                                                  | タイトル               | 作詞     | 作曲・編曲 | 時間 |
| 1.                                                 | 「朝日 Sunrise」       | 松山千春 | 松山千春   | 3:18 |
| 2.                                                 | 「この部屋 Time」      | 松山千春 | 松山千春   | 3:23 |
| 3.                                                 | 「風 Winds」           | 松山千春 | 松山千春   | 2:33 |
| 4.                                                 | 「雨 Rain」            | 松山千春 | 松山千春   | 2:42 |
| 5.                                                 | 「私を見つめて Tears」 | 松山千春 | 松山千春   | 4:02 |
| 合計時間:                                          | 合計時間:              | 15:58    |            |      |

| 全作詞・作曲: 松山千春、全編曲: David B. Roberts。 |                     |          |            |      |
| #                                                  | タイトル            | 作詞     | 作曲・編曲 | 時間 |
| 1.                                                 | 「長い夜 Attack」   | 松山千春 | 松山千春   | 4:45 |
| 2.                                                 | 「愛 Love」         | 松山千春 | 松山千春   | 3:33 |
| 3.                                                 | 「思い出 Memories」 | 松山千春 | 松山千春   | 3:24 |
| 4.                                                 | 「MY LIFE」         | 松山千春 | 松山千春   | 3:06 |
| 5.                                                 | 「落日 Sunset」     | 松山千春 | 松山千春   | 3:20 |
| 合計時間:                                          | 合計時間:           | 18:08    |            |      |